# 在日オマーン人
在日オマーン人（ざいにちオマーンじん、アラビア語: عمانيين في اليابان）は、日本に一定期間在住するオマーン国籍の人々である。

## 統計
日本の法務省の在留外国人統計によると、2018年6月末時点で在日オマーン人は32人である。
在留資格別（2位まで）
| 順位 | 在留資格 | 人数 |
| ---- | -------- | ---- |
| 1    | 留学     | 20   |
| 2    | 家族滞在 | 7    |

都道府県別（3位まで）
| 順位 | 都道府県 | 人数 |
| ---- | -------- | ---- |
| 1    | 京都     | 6    |
| 2    | 大阪     | 6    |
| 3    | 東京     | 5    |